# Giovane uomo nudo seduto in riva al mare
Giovane uomo nudo seduto in riva al mare (Jeune Homme nu assis au bord de la mer, figure d'étude) è un dipinto di Hippolyte Flandrin eseguito fra il 1835 e l'anno successivo.

## Storia

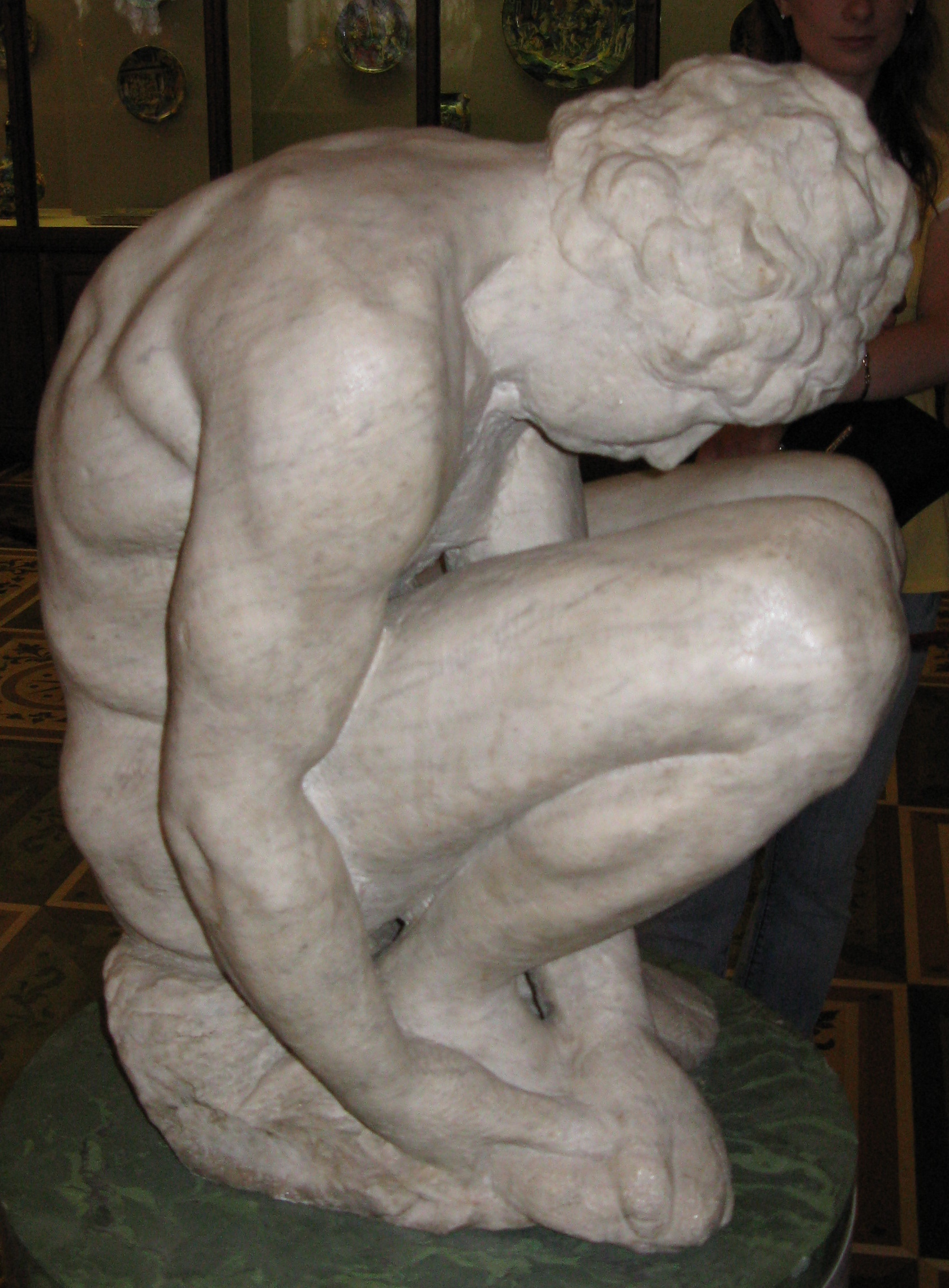
Ragazzo accovacciato di Michelangelo

Il pittore aveva vinto il prix de Rome nel 1832, una borsa di studio che offriva ai giovani artisti più meritevoli un viaggio ed una sosta a Roma per acquisire competenze ed impratichirsi, concentrandosi sulla propria vocazione; qui, immerso nell'atmosfera mite e soffusa della capitale italiana, compose lo studio del Giovane uomo nudo seduto in riva al mare, che mandò poi a Parigi nel 1837.
Nel 1857 l'imperatore francese Napoleone III acquistò l'opera, che si trova ora a far parte dell'ampia collezione del Louvre. Il dipinto si è guadagnato presto l'attenzione della critica d'arte contemporanea francese, e rimane uno dei quadri più noti di Flandrin, questo pur essendo uno dei prodotti più relativamente giovanili della sua carriera.

## Descrizione e stile

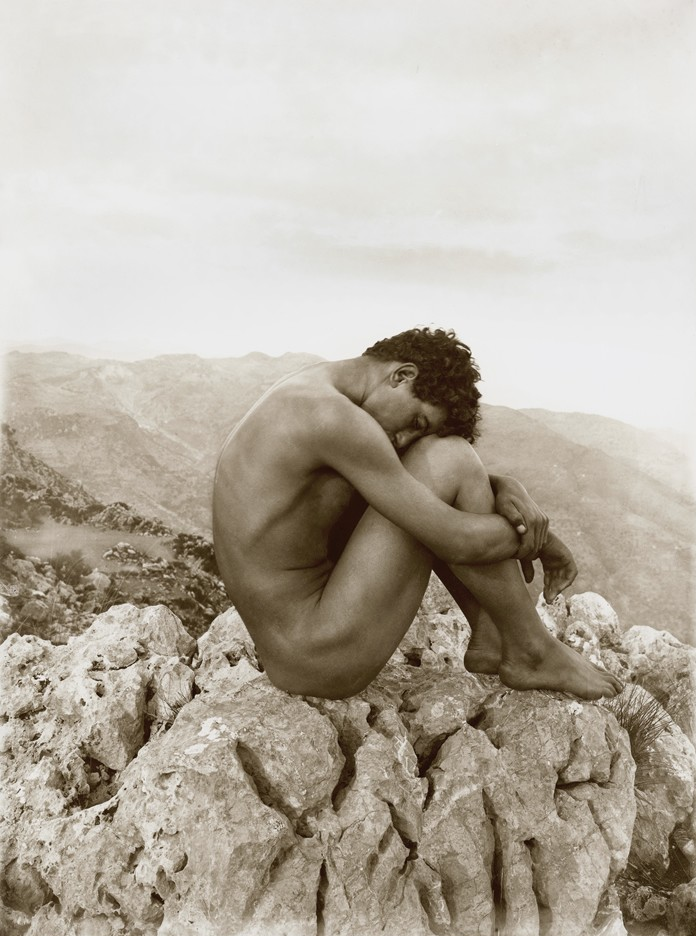
Caino (1902 circa), di Wilhelm von Gloeden.

Il soggetto è un giovane maschio non identificato, presumibilmente un efebo dell'antica Grecia, che siede nudo assiso sulla cima di una roccia con le braccia avvolte attorno alle gambe e la testa china appoggiata sulle ginocchia: gli occhi sono chiusi. Sullo sfondo s'intravede il mare. Non vi è alcun punto di riferimento riconoscibile per poter individuare la figura.
La scena enigmatica non fornisce neppure alcuna spiegazione per la posa assunta dall'adolescente: Théophile Gautier (1811-1872) ha commentato che il giovane potrebbe essere naufragato su un'isola deserta, oppure essere un pastorello che ha appena perduto il gregge. In definitiva, qualsiasi spiegazione per questa scena viene lasciata alla fantasia, il che riconduce ad un confronto con l'arte surrealista del '900.
Nell'esaminare l'influenza della teoria estetica di matrice tedesca nell'arte francese di quei decenni, la critica e storica dell'arte Elizabeth Prettejohn ritiene che la rotondità della forma e la modellazione impeccabile della carne della figura del giovane nudo avrebbe sicuramente incontrato l'approvazione del teorico estetico Johann Joachim Winckelmann in quanto esemplificazione perfetta del proprio concetto di "Bello". La storica statunitense ne confronta poi la posa quasi esattamente circolare e raccolta con quella totalmente aperta dell'uomo vitruviano del maestro Leonardo da Vinci.
Vitale per la diffusione del dipinto sono state le riproduzioni basate su un'incisione del 1887 di Jean-Baptiste Danguin, che gli era stata commissionata dallo stato. Come la consapevolezza della qualità e del valore del lavoro crebbe, la raffigurazione del ragazzo nudo abbandonato e sconsolato sopra una pietra finì col diventare una delle maggiori icone della cultura omosessuale del XX secolo, anche se in nessun caso l'opera è stata creata per evocare una tale tematica: la scena è intima, ma la figura è in definitiva - questo secondo un'autrice contemporanea - "egocentrica, passiva e troppo alienata, il che ha contribuito senza dubbio anche alla persistenza di certi cliché omofobici".

## Riproduzioni fotografiche
La fotografa Marcel Moore (alias Suzanne Malherbe), assieme alla compagna Claude Cahun - futura artista e scrittrice lesbica affilata al surrealismo - hanno adottato la posa in una serie di foto di poco anteriori al 1914. Il dipinto era già stato evocato in modo simile già agli inizi del '900 nella fotografia d'arte di Fred Holland Day e Wilhelm von Gloeden, e più tardi lo sarà anche in quella di Robert Mapplethorpe, Gaetano D'Agata e Tony Patrioli.

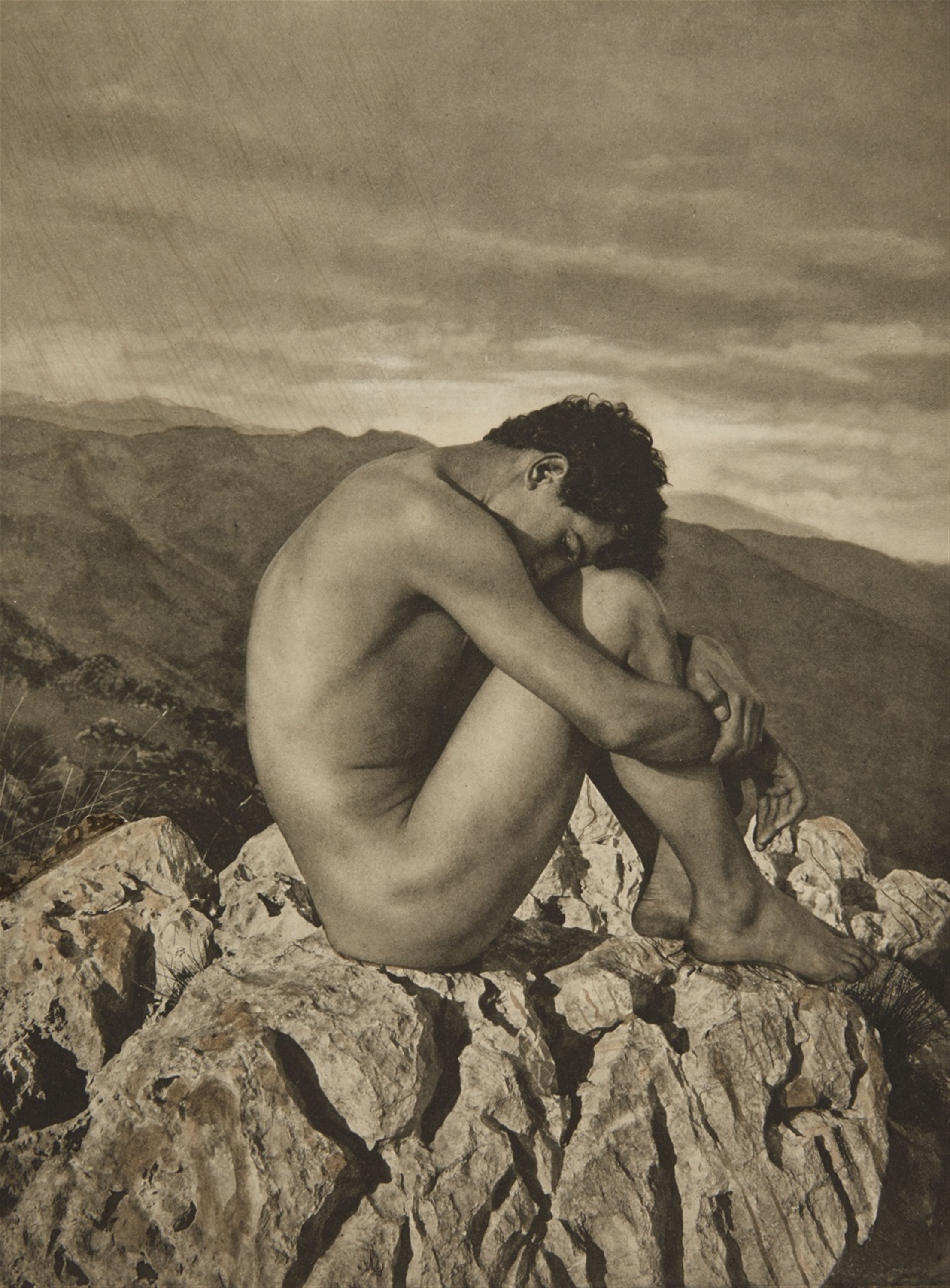
Caino, 1900 di Wilhelm von Gloeden
1900 circa
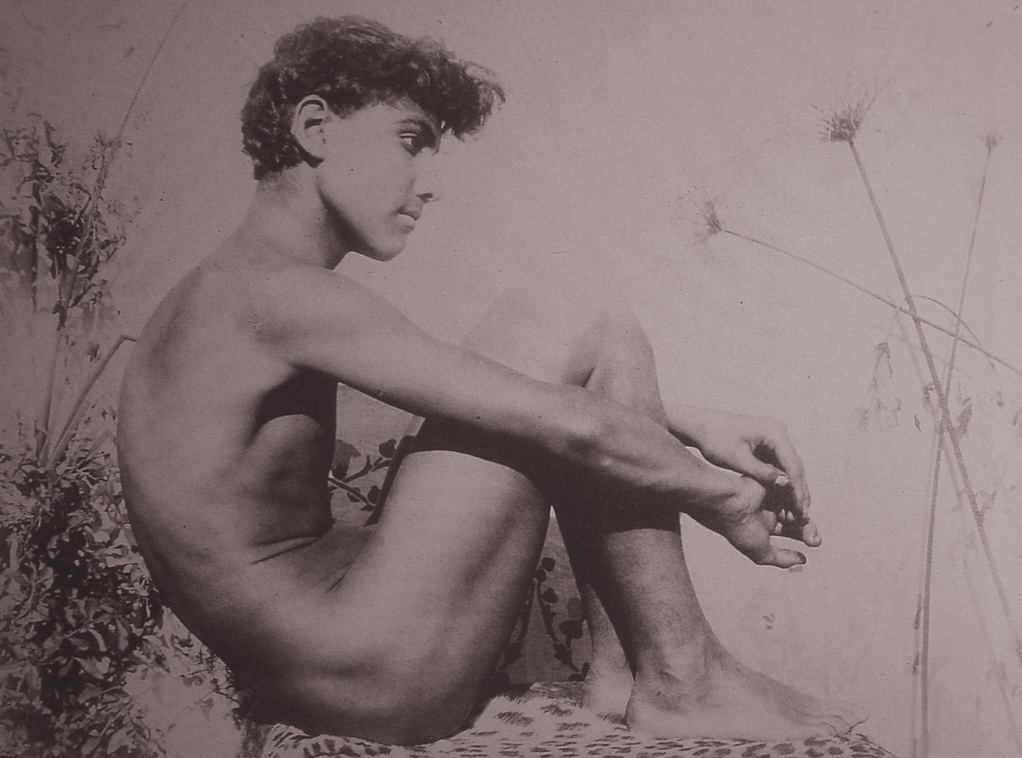
Ragazzo nudo, 1900 circa di Wilhelm von Plüschow
1902 circa
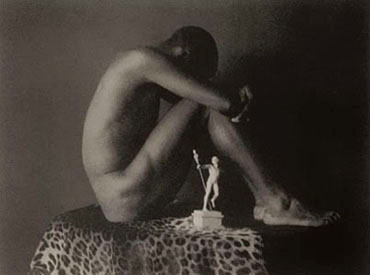
Ebano e avorio di Fred Holland Day